# 예사말
예사말 또는 반말은 대화의 주체가 높임 표현이 아닌 언어를 말한다. 
주로, 대화의 주체가 손위 혹은 처음 보는 관계가 아닐 경우에 사용된다.

## 같이 보기
- 높임말